# 巴朗桑
巴朗桑（法語：Balansun，法語發音：[balɑ̃sœ̃]）是法国大西洋比利牛斯省的一个市镇，属于波城区。

## 地理
巴朗桑（43°29'29"N, 0°41'55"W）面积10.73 平方千米，位于法国新阿基坦大区大西洋比利牛斯省，该省份为法国东南部省份，涵盖了贝阿恩与北巴斯克，西临大西洋比斯開灣，北至朗德省，东北接热尔省，东临上比利牛斯省，南与西班牙接壤。
与巴朗桑接壤的市镇（或旧市镇、城区）包括：奥尔泰兹、阿尔加尼翁、卡斯泰蒂斯、梅斯普莱德、萨莱斯皮斯、索德纳瓦耶、阿尔泰兹德贝阿恩。

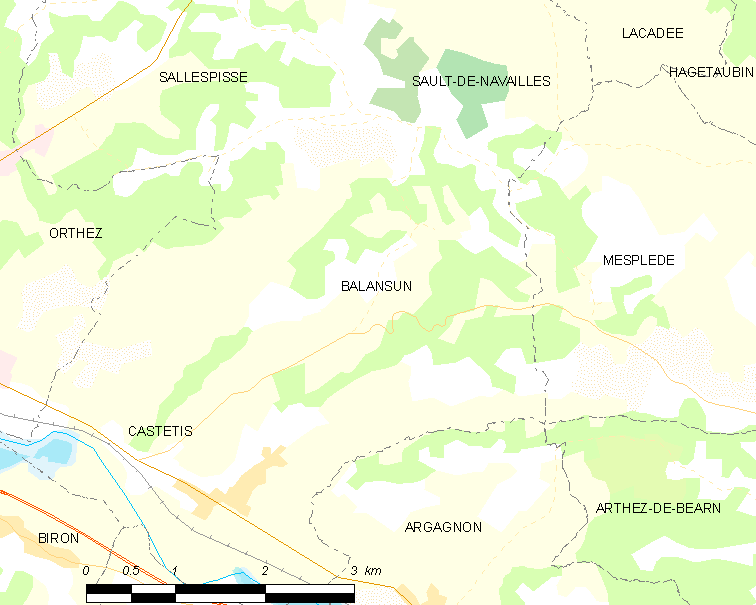
巴朗桑的OSM定位图

巴朗桑的时区为UTC+01:00、UTC+02:00（夏令时）。

## 行政
巴朗桑的邮政编码为64300，INSEE市镇编码为64088。

## 政治
巴朗桑所属的省级选区为阿尔蒂克斯和苏贝斯特尔地区县。

## 人口

1962-2008年间巴朗桑人口变化图示

巴朗桑于2022年1月1日时的人口数量为313人。